# پاشلک جزیره چتم
پاشلک جزیره چَتِم یا پاشلک جزایر چتِم یا پاشلک چتِم (به لاتین: Coenocorypha pusilla) گونه‌ای پرندهٔ آبچر و حشره‌خوار از خانوادهٔ آبچلیکیان است که بومی جزایر چاتام نیوزیلند می‌باشد.

## زیستگاه و تولید مثل
این پاشلک در جنگل‌ها و سبزه‌زارهای معتدل جزایر زیستگاه خود زندگی و تخم‌گذاری می‌کند. او لانه‌اش را در زیر پوشش‌های گیاهی انبوه می‌سازد و دو تخم در آن می‌گذارد. طول عمر و نخستین سال تولید مثل این پرنده مشخص نیست اما دیگر پاشلک‌های این سرده می‌توانند در یک سالگی جفت‌گیری نموده و تا ۱۷ سال عمر نمایند.

## جمعیت و وضعیت بقا
زیستگاه پاشلک جزیره چاتام تنها به چهار جزیرهٔ کوچک اما بدون شکارچی محدود می‌شود و به همین دلیل جمعیت تقریباً ثابتی دارد. با این حال اتحادیه بین‌المللی حفاظت از محیط زیست، این پرنده را به دلیل داشتن محیط زیستی محدود و احتمال رهاسازی تصادفی جانوران شکارچی در زیستگاه آن که می‌تواند منجر به انقراض نسلش شود در فهرست گونه‌های آسیب‌پذیر قرار داده است.
تخمین زده شده که پاشلک چاتام جمعیتی بین ۹۰۰ تا ۱۰۰۰ جفت داشته باشد که از این میان بین ۷۰۰ تا ۸۰۰ جفت آن در جزیرهٔ جنوب غربی (رانگاتیرا)، ۲۰۰ تا ۲۵۰ جفت در جزیرهٔ مانگره (آورده شده از جزیره رانگاتیرا) و کمتر از ۵۰ جفت در دو جزیرهٔ مانگره کوچک و استار کیز می‌زیند (هیگینز و دیویس، ۱۹۹۶).